# Coupe de l'EHF féminine 2009-2010
Navigation
Coupe de l'EHF 2008-2009 Coupe de l'EHF 2010-2011
La coupe EHF 2009-2010 est la vingt-neuvième édition de la coupe de l'EHF féminine, compétition de handball créée en 1981 et organisée par l'EHF.

## Formule
La coupe de l'EHF est aussi appelée la C3. Il faut pour chaque équipe engagée franchir les sept tours de l’épreuve pour brandir le trophée. Toutes les rencontres se déroulent en matchs aller-retour. 
La coupe de l'EHF intègre vingt-huit équipes qualifiées par leurs fédérations nationales lors du troisième tour et quatre autres équipes issues d’un tour de qualification à huit équipes. Elle est généralement considérée comme la seconde coupe d’Europe en termes de niveau de jeu.

## Demi-finales
| Date Aller    | Club           | Aller | Total   | Retour  | Club                    | Date Retour   |
| ------------- | -------------- | ----- | ------- | ------- | ----------------------- | ------------- |
| 10 avril 2010 | Elda Prestigio | 27-23 | 55 - 54 | 28 - 31 | TSV Bayer 04 Leverkusen | 25 avril 2010 |
| 11 avril 2010 | Randers HK     | 30-23 | 58 - 50 | 28 - 27 | Le Havre AC Handball    | 18 avril 2010 |

## Finale
| Date Aller | Club           | Aller   | Total   | Retour  | Club       | Date Retour |
| ---------- | -------------- | ------- | ------- | ------- | ---------- | ----------- |
| 9 mai 2010 | Elda Prestigio | 22 - 20 | 46 - 50 | 24 - 30 | Randers HK | 13 mai 2010 |

Composition des Équipes
| Elda Prestigio            |  |
| ------------------------- |  |
| Entraineur :              |  |
| Diana Box                 |  |
| Gardiennes :              |  |
| 12 Aitziber Elejaga       |  |
| 16 Llanos Trigueros       |  |
| Joueuses de champ :       |  |
| 3 Vanesa Amorós           |  |
| 8 Maria Isabel Bastero    |  |
| 9 Maria de la Cruz Asensi |  |
| 10 Marija Popovic         |  |
| 11 Viviane Rodriguez      |  |
| 17 Oana Soit              |  |
| 19 Alicia Morante         |  |
| 22 Beatrix Sanchez        |  |
| 23 Silvana Ilic           |  |
| 26 Cristina Gabaldon      |  |
| 33 Anastasiya Sokol       |  |
| 99 Ana Paula Rodrigues    |  |
|                           |  |

| Randers HK                         |  |
| ---------------------------------- |  |
| Entraineur :                       |  |
| Jan Leslie                         |  |
| Gardiennes :                       |  |
| 1 Chana Masson de Souza            |  |
| 22 Stine Bonde                     |  |
| Joueuses de champ :                |  |
| 3 Simone Kristiansen               |  |
| 4 Thea Kragelund                   |  |
| 5 Tatsiana Silitch                 |  |
| 8 Simone Böhme Kristensen          |  |
| 11 Berit Kristensen                |  |
| 13 Jelena Erić                     |  |
| 14 Mie Augustesen                  |  |
| 15 Sofie Strangholt                |  |
| 17 Nina Wörz                       |  |
| 19 Katrine Fruelund                |  |
| 20 Camilla Dalby                   |  |
| 25 Maria Fisker                    |  |
| 77 Alessandra Medeiros de Oliveira |  |
|                                    |  |

## Les championnes d'Europe
| Championne Coupe d'Europe de l'EHF 2009-2010 Randers HK 1er titre |